# Hladké Životice místní nádraží
Hladké Životice místní nádraží je železniční zastávka vybudovaná na trati číslo 277 spojující Suchdol nad Odrou s Fulnekem. Trať je v provozu od 15. října 1891, kdy po ní začaly jezdit vlaky společnosti Severní dráha císaře Ferdinanda (KFNB).

## Poloha
Zastávka se nachází v jihozápadní části Hladkých Životic při křížení železniční trati se silnicí III/04736. Po silnici je vedena cyklotrasa číslo 6131. Západně od zastávky se do výše 284 metrů zdvihá Životický vrch.